# Линч, Лиам
Лиам Линч (ирл. Liam Ó Loinsigh; англ. Liam Lynch; 20 ноября 1893 года, Барнагаррахи, Лимерик, Ирландия — 10 апреля 1923 года, горы Нокмилдаун, Клонмел, Типперэри, Ирландия) — ирландский революционер, участник войны за независимость Ирландии. Начальник штаба Ирландской республиканской армии во время гражданской войны в Ирландии.

## Ранняя жизнь
Лиам Линч родился 20 ноября 1893 года в тауленде Барнагаррахи, графство Лимерик, пятым ребёнком в семье фермеров Джеремайи и Мэри Келли Линч. С 4 лет посещал Национальную школу Англсборо. В 1910 году, в возрасте 17 лет, покинул родительский дом для учёбы скобяному делу у местного торговца в Митчелстаун, графство Корк. В Митчелстауне вступил в Гэльскую лигу и Древний орден гибернийцев, продолжил образование, посещая технические курсы и читая книги по истории Ирландии. 
Позднее Линч переехал в Фермой, где в 1916 году стал свидетелем последовавших за Пасхальным восстанием репрессий британских властей. Заинтересовавшись событиями восстания и стремясь встретиться с его участниками, он вскоре получил такую возможность. Один из фермеров, проживавший у подножия горы Галтимор, признался ему, что укрывает у себя одного из повстанцев, находившегося в розыске. Так Линч познакомился с Доналом О’Ханниганом — командиром добровольцев графства Лаут, принимавших участие в восстании на территории Ленстера. Узнав, что О’Ханниган раньше жил неподалёку от родительского дома Линча, он привёз его к своей матери в Барнагаррахи, где тот пробыл некоторое время. 

## Война за независимость

### Подготовка к войне
В начале 1917 года Ирландские добровольцы — предшественники ИРА — стали формировать новые роты и назначать новых офицеров по всей стране. Рота в Фермое была реорганизована под новые стандарты, а Лиам Линч был избран первым лейтенантом. Вскоре капитан роты, Лиам О’Денн, был арестован британскими властями, а его обязанности были возложены на Линча. В апреле 1918 года Линч был избран адъютантом батальона, что позволило ему расширить круг своих обязанностей в составе Ирландских добровольцев.
Кризис воинской повинности 1918 года, когда британское правительство приняло решение ввести среди ирландцев призыв на военную службу, вызвал рост антагонизма к британской власти и легитимации Ирландского добровольческого движения в глазах населения. Всё больше людей стали вступать в ряды Ирландских добровольцев, чтобы избежать призыва. На фоне этого Линч уволился с работы в апреле 1918 года и полностью посвятил себя организации вооружённого сопротивления. Так, уже к лету 1918 года под его командованием действовала первая мобильная группа.
17–18 мая 1918 года британские власти интернировали 150 членов партии Шинн Фейн и организации Ирландских добровольцев, 73 из которых занимали руководящие посты. Линч избежал ареста, поскольку, уволившись, не привлекал особого внимания. Мотивом арестов послужило подозрение их участия в заговоре с Германской империей, так как арестованный незадолго до этого член Ирландской бригады — подразделения немецкой армии, состоявшего из ирландских военнопленных — утверждал, что немцы планируют военную экспедицию в Ирландию. Это утверждение позже было признано ошибочным, однако ирландские националисты рассматривают «немецкий заговор» как целенаправленный проект дискредитации Шинн Фейн и Ирландских добровольцев.
11 ноября Первая мировая война была закончена, а вместе с ней и угроза призыва ирландцев в британскую армию. Многие, вступившие в роты Ирландских добровольцев из-за угрозы военного призыва, стали покидать организацию, из-за чего моральных дух оставшихся начал падать, а обострившийся в тот период дефицит оружия лишь усилил эффект.

### Ход событий

#### Начало конфликта
21 января 1919 года было учреждено революционное Собрание Ирландии — Дойл Эрен (ирл. Dáil Éireann), претендовавшее на статус парламента независимого государства. В тот же день в Дублине состоялось первое заседание Дойла. Из 73 избранных представителей парламента, лишь 37 смогло присутствовать на первом заседании, так как остальные члены, включая основателя Шинн Фейн Артура Гриффита и будущего главы правительства Имона де Валеры, находились в заключении. Несмотря на отсутствие части членов парламента, на заседании была превозглашена независимость Ирландии и принята временная  конституция.
Провозглашение независимости фактически легитимизировало Ирландских добровольцев как регулярную армию новообразованного ирландского государства. Переход организации из статуса повстанческого формирования в плоскость государственной армии сопровождался реформированием структуры и введением единого командования. Добровольцы были переименованы в Ирландскую республиканскую армию, усилилась централизация управления, была выработана единая дисциплинарная политика, в том числе для арестованных бойцов, а тактика сместилась в сторону организованной партизанской войны. При этом значительная часть инициативы сохранялась за местными командирами, что позволяло адаптировать боевые действия к условиям конкретных районов.
В тот же день на юге, в графстве  Типперэри, Шеймус Робинсон и Дэн Брин, вместе с другими местными добровольцами, устроили засаду на полицейский эскорт, перевозивший динамитный желатин (взрывчатку) на карьер. Захватив взрывчатку и убив двух констеблей, они инициировали эскалацию конфликта. Лиам Линч воспринял этот инцидент как призыв к действию и начал реорганизацию своей бригады, лично инспектируя подразделения и налаживая связи с добровольцами на местах.
Одновременно обострились репрессивные меры со стороны британских властей: участились аресты, полицейские обыски частных домов, силовое разгонение собраний. Ряд печатных изданий был закрыт или подвергнут цензуре. Задержание офицеров добровольцев осложняло работу их подразделений и создавало трудности для семей арестованных. В тюрьмах продолжалось сопротивление, в том числе в форме голодовок. В связи с нарастающим количеством арестованных членов ИРА было принято решение об организации единой политики сопротивления британским властям в условиях заключения. 20 августа 1918 года генеральный штаб ИРА издал приказ, определявший политику действий её арестованных членов по отношению к британскому суду. Среди прочего, приказ требовал не признавать юрисдикцию британских судов, не представлять защиту и не иметь адвоката.
Его подразделение приняло активнейшее участие в партизанской войне, развязанной руководством ИРА с целью добиться независимости Ирландии в 1919. Линч и его люди в июне 1920 захватили британского генерала Лукаса, который содержался в плену в графстве Клэр вплоть до своего побега. В августе 1920 бойцами бригады был предпринят налет на здание городского совета города Корка. Операция закончилась неудачей — несколько человек, в том числе лорд-мэр Корка Теренс Максуини и сам Линч, были арестованы. Максуини вскоре умер в тюрьме во время голодовки, Линч же, назвавшись поддельным именем, был отпущен через три дня. В то же время британцы по ошибке застрелили двух невинных гражданских, также имевших фамилию Линч.
В 1920 Линчу удалось захватить армейские казармы в Мэллоу, графство Корк. Здание было сожжено, а захваченное оружие оказалось в руках ИРА. До конца 1920 отряду Линча удалось устроить ещё две успешные засады на отряды британской армии. К началу 1921 наиболее успешной была атака у Милстрит, в которой было убито 13 британских солдат. Но в то же время достаточно серьёзными были и потери — более 18 волонтеров погибло, ещё 2 казнено и 8 попало в плен в неудачной засаде и налете на поезд в Аптоне.
Апрель 1921 ознаменовался реорганизацией ИРА и созданием дивизий по территориальному признаку. Авторитет Линча был настолько высок, что его назначили командиром первой южной дивизии. Однако с апреля 1921 и до завершения войны в июле того же года дивизия Линча попала под масштабное давление британских войск, использовавших небольшие мобильные группы для борьбы с волонтерами. Это, и нехватка оружия и боеприпасов заставили ИРА снизить свою активность в этом районе до минимума.

## Англо-ирландское соглашение и гражданская война

### Смерть
Утром, 10 апреля 1923 года, ирландские правительственные войска окружили тайный штаб Линча в горах «Knockmealdown Mountains» в окрестностях города Клонмел, графство Типперэри. Линч и шестеро бойцов ИРА находящиеся с ним располагали в штабе очень важными документами и решили незаметно покинуть его, опасаясь за их сохранность. При этом не зная что находятся в окружении.
Однако выйдя с чёрного хода, они испытали шок, увидев более 50 приближающихся к ним солдат с винтовками. Все семеро тут же бросились бежать вниз по холму, солдаты правительственной армии открыли по ним огонь на поражение. У подножья холма Линч был тяжело ранен одним из выстрелов. Но несмотря на это, падающий Линч успел прокричать остальным, чтоб те продолжили убегать и оставили его. Подбежавшие к Линчу солдаты сперва спутали его с другим лидером ИРА — Эймондом де Валерой. Однако Линч сказал им «Я Лиам Линч, глава генерального штаба Ирландской республиканской армии, я умираю, и хотел бы видеть сейчас священника и врача…». После чего он потерял сознание. Линч был доставлен самими же солдатами правительственных войск в больницу, где умер не приходя в сознание в 8 часов вечера.
12 апреля 1923 года Лиам Линч был тайно похоронен на кладбище Килпкрампер у города Фермой. Через 20 дней после его смерти 30 апреля 1923 года преемник Линча на посту начальника генерального штаба ИРА — Фрэнк Эйкен с ведома и одобрения Имона де Валеры отдал приказ остаткам вооруженных формирований ИРА сложить оружие, что и было реализовано к 24 мая 1923 года завершив гражданскую войну.

## Память
7 апреля 1935 года на месте гибели Лиама Линча была установлена круглая башня. Одежда Линча в которой он был на момент смерти храниться в музее сил обороны Ирландии в Килуэрте.